# シャルル (ヌヴェール伯)
シャルル・ド・クレーヴ（フランス語：Charles de Clèves, ドイツ語：Karl von Kleve, 1491年ごろ - 1521年8月27日）は、ヌヴェール伯およびウー伯（在位：1506年 - 1521年）。また、結婚によりルテル伯となった。

## 生涯
シャルルはヌヴェール伯アンジルベールとシャルロット・ド・ブルボンの長男である。父はドイツ貴族のマルク家の出身、母はフランス王家の分家であるブルボン家の出身である。シャルルはフランソワ1世の宮廷で陰謀に巻き込まれ、1521年にルーヴル宮殿の塔に投獄された。母シャルロットとブルボン公シャルル3世はシャルルの釈放のために活動した。しかし、シャルルは釈放前に死去した。
1504年1月25日（または1505年）に、父の従姉妹にあたるルテル女伯マリー・ダルブレと結婚し、1男をもうけた。
- フランソワ1世（1516年 - 1562年）[4] - ヌヴェール伯、のちヌヴェール公、ウー伯、ルテル伯